# Acanthurus albipectoralis

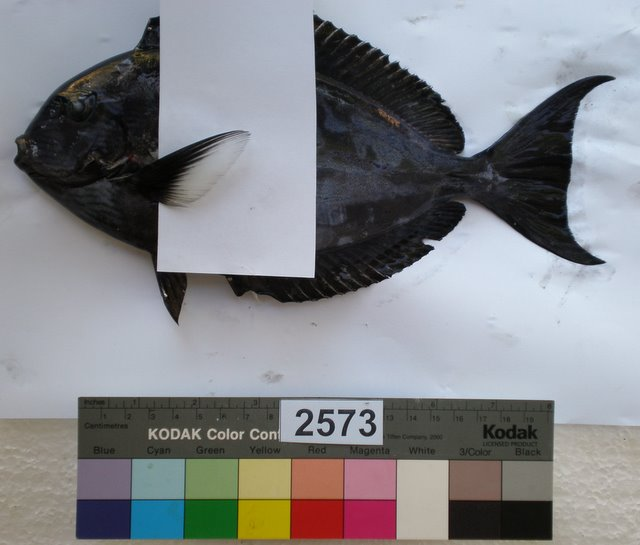
Esemplare con evidenziata la colorazione distintiva delle pinne pettorali

Acanthurus albipectoralis (Allen e Ayling, 1987) è un pesce osseo marino appartenente alla famiglia Acanthuridae.

## Distribuzione e habitat
La specie è endemica dell'oceano Pacifico occidentale tra il mar dei Coralli, la grande barriera corallina australiana e le isole Tonga, è presente ma raro nelle barriere delle Samoa Americane.
Vive sul lato esterno delle barriere coralline in corrispondenza di cadute verticali verso acque profonde in aree battute dalle correnti. I giovanili popolano fondi duri costieri a bassa profondità.
Si può trovare tra 5 e 20 metri di profondità.

## Descrizione
Questa specie, come gli altri Acanthurus, ha corpo ovale, compresso lateralmente, e bocca piccola posta su un muso sporgente; sul peduncolo caudale è presente una spina mobile molto tagliente. La pinna dorsale è unica e piuttosto lunga, di altezza uniforme. La pinna anale è simile ma più corta. La pinna caudale è lunata. Le scaglie sono molto piccole. La livrea è il principale carattere distintivo, nell'adulto è da grigiastro o bluastro chiari con la metà posteriore delle pinne pettorali bianca. La colorazione bianca è nettamente separata da una linea curva dalla parte restante della pinna che è del colore del corpo. Può essere presente una banda nera sull'occhio più o meno distinta. La colorazione dei giovanili è grigio-azzurra chiara con striature indistinte più scure.
È riportata la taglia massima di 33 cm di lunghezza.

## Biologia

### Comportamento
Forma piccoli banchi che stazionano in acque aperte per nutrirsi. Talvolta è solitario.

### Alimentazione
Si nutre di zooplancton. I giovanili hanno dieta basata su alghe.

## Pesca
Non esiste una pesca dedicata a questa specie, viene catturato accidentalmente durante la pesca ad altre specie e consumato.

## Conservazione
È una specie comune in gran parte dell'areale e non sembrano insistere situazioni di minaccia. La Lista rossa IUCN classifica la specie come "a rischio minimo".